# Jane Pierceová
Jane Meansová Appletonová Pierceová (12. března 1806, Hampton, New Hampshire – 2. prosince 1863, Andover, Massachusetts) byla manželka 14. prezidenta USA Franklina Piercea.
Se svým manželem měla tři syny, kteří všichni zemřeli v dětství. Nejstarší syn Franklin junior zemřel tři dny po narození, prostřední Frank Robert ve čtyřech letech podlehl skvrnitému tyfu a nejmladší Benjamin tragicky zahynul v jedenácti letech při železničním neštěstí. Po smrti nejmladšího syna krátce po zvolení manžela prezidentem, upadla do hlubokých depresí. 
O funkci první dámy neměla zájem, a proto jako oficiální hostitelky vystupovaly prezidentova teta Abby Kentová Meansová či Varina Davisová, která byla ženou ministra války a prezidenta Konfederovaných států amerických Jeffersona Davise.
Zemřela na souchotiny ve městě Andover v Massachusetts ve věku sedmapadesáti let. Je pohřbena po boku svých synů a manžela na starém městském hřbitově v Concordu.